# Teorema di Norton
Nell'ambito dei circuiti elettrici, il teorema di Norton è un teorema che afferma che un qualunque circuito lineare, comunque complesso, visto da due nodi A-B è equivalente ad un generatore reale di corrente costituito da un generatore ideale di corrente in parallelo con un resistore: l'equivalenza vale limitatamente alla tensione e alla corrente in corrispondenza dei nodi A-B. Pubblicato nel 1926 da Edward Lawry Norton, ingegnere dei Bell Labs, è il duale del teorema di Thévenin.

## Enunciato

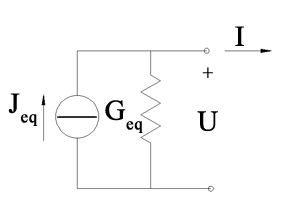
Generatore di corrente equivalente

Un circuito lineare tra i nodi A-B è equivalente a un generatore reale di corrente la cui corrente impressa {\displaystyle J_{eq}} è pari alla corrente di cortocircuito ai nodi A-B ossia alla corrente che vi circola quando gli stessi vengano cortocircuitati e la cui conduttanza equivalente {\displaystyle G_{eq}} è pari alla conduttanza che la rete presenta sempre in corrispondenza dei nodi A-B quando vengano annullati tutti i suoi generatori tramite la sostituzione dei generatori di tensione con cortocircuiti e dei generatori di corrente con circuiti aperti.
La conduttanza è data dal reciproco della resistenza: {\displaystyle G={1 \over R}}.
La conduttanza equivalente {\displaystyle G_{e}} può anche essere ottenuta dalla relazione
- {\displaystyle G_{e}={J_{eq} \over E_{0}}}

nella quale {\displaystyle E_{0}} rappresenta la tensione che si manifesta a vuoto in corrispondenza dei nodi A-B quando gli stessi vengano aperti.

## Semplice dimostrazione del teorema di Norton

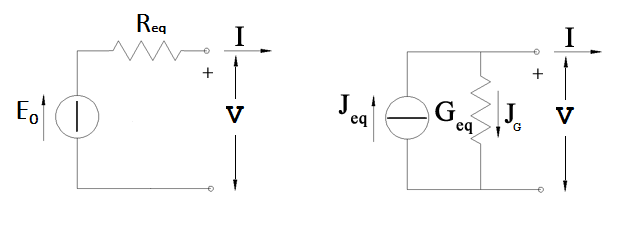
Dualità Thévenin-Norton: a sinistra è riportato il circuito equivalente di Thévenin, a destra quello di Norton.

Il teorema di Norton può essere facilmente dimostrato facendo leva sul teorema di Thévenin di cui è il duale.
Il teorema di Thévenin afferma che la tensione {\displaystyle V} e la corrente {\displaystyle I} presenti ai nodi A-B del circuito sono legate dalla relazione
- {\displaystyle V=E_{0}-R_{eq}I}

dove {\displaystyle E_{0}} è la tensione che si manifesta a vuoto nei nodi A-B ossia quando il circuito venga aperto in corrispondenza degli stessi e dove {\displaystyle R_{eq}} è pari alla resistenza equivalente che si vede dai nodi A-B guardando dentro il circuito dopo aver annullato i generatori in esso presenti.
Se moltiplichiamo entrambi i membri della relazione per {\displaystyle G_{eq}} otteniamo:
- {\displaystyle VG_{eq}=E_{0}G_{eq}-R_{eq}G_{eq}I}

Questa formula può essere interpretata come la somma di tre correnti:
- {\displaystyle J_{G}=VG_{eq}}: corrente che circola nella conduttanza {\displaystyle G_{eq}} quando nei nodi A-B è presente la tensione {\displaystyle V} dovuta alla presenza del suo normale carico;
- {\displaystyle J_{eq}=E_{0}G_{eq}}: corrente che circola nella conduttanza {\displaystyle G_{eq}} quando nei nodi A-B il circuito sia stato aperto;
- {\displaystyle R_{eq}G_{eq}I=I}: corrente di carico che circola in corrispondenza dei nodi A-B ({\displaystyle R_{eq}G_{eq}=1} essendo l'una il reciproco dell'altra).

Abbiamo quindi:
- {\displaystyle J_{G}=J_{eq}-I}

dove {\displaystyle J_{eq}} è proprio quella del generatore di corrente dell'enunciato del teorema di Norton, {\displaystyle I} è la corrente di carico e {\displaystyle J_{G}} è la corrente {\displaystyle VG_{eq}} che circola nella conduttanza equivalente {\displaystyle G_{eq}} a causa della tensione {\displaystyle V}. Tale formula si traduce nel circuito di destra della figura sopra riportata (c.v.d.).

## Teorema di Norton simbolico
Afferma che una rete simbolica tra i nodi A-B è equivalente a un generatore reale simbolico di corrente la cui corrente impressa simbolica {\displaystyle {\bar {J_{eq}}}} è pari al fasore della corrente di cortocircuito {\displaystyle {\bar {I_{cc}}}} e la cui ammettenza equivalente {\displaystyle {\dot {Y_{eq}}}} è pari all'ammettenza che la rete presenta sempre in corrispondenza dei nodi A-B, ovvero al rapporto tra la corrente di cortocircuito{\displaystyle {\bar {I_{cc}}}} e la tensione a vuoto {\displaystyle {\bar {E_{0}}}} ai nodi A-B:
- {\displaystyle {\bar {J_{eq}}}={\bar {I_{cc}}}}
- {\displaystyle {\dot {Y}}_{eq}={\dot {Y}}_{i}={{\bar {I_{cc}}} \over {\bar {E_{0}}}}}

L'ammettenza equivalente è quella risultante ai nodi A-B quando la rete è resa passiva, avendo annullato i suoi generatori ideali simbolici di tensione e di corrente (sono posti uguali a zero tutti i fasori delle tensioni impresse e delle correnti impresse).

## Calcolo del circuito equivalente
Si consideri il circuito in figura di cui si vuole determinare il circuito equivalente di Norton calcolandone la corrente di cortocircuito {\displaystyle I_{cc}} e la resistenza equivalente {\displaystyle R_{eq}}.
Per il calcolo della {\displaystyle I_{cc}} si procede nel seguente modo:
1. si cortocircuitano i terminali di uscita;
2. si calcola la corrente che attraversa il cortocircuito la quale sarà pari alla corrente equivalente {\displaystyle I_{cc}}.

Per il calcolo della {\displaystyle R_{eq}} si procede nel seguente modo:
1. si annullano i generatori di tensione sostituendoli con dei cortocircuiti e quelli di corrente sostituendoli con un circuito aperto;
2. si calcola la resistenza tra i terminali di uscita la quale sarà pari alla resistenza {\displaystyle R_{eq}}.

Il circuito equivalente sarà dunque composto da un generatore ideale di corrente {\displaystyle I_{cc}} in parallelo a una resistenza {\displaystyle R_{eq}}, ai cui capi si trovano i terminali di uscita.
Nell'esempio riportato nelle figure a fianco, la corrente {\displaystyle I_{cc}} si calcola come segue:
{\displaystyle I_{\mathrm {tot} }={15\mathrm {V}  \over 2\,\mathrm {k} \Omega +(1\,\mathrm {k} \Omega \|(1\,\mathrm {k} \Omega +1\,\mathrm {k} \Omega ))}=5,625\mathrm {mA} }
{\displaystyle I_{cc}={1\,\mathrm {k} \Omega +1\,\mathrm {k} \Omega  \over (1\,\mathrm {k} \Omega +1\,\mathrm {k} \Omega +1\,\mathrm {k} \Omega )}\cdot I_{\mathrm {tot} }=3,75\mathrm {mA} }
La resistenza equivalente {\displaystyle R_{eq}} sarà:
{\displaystyle R_{eq}=1\,\mathrm {k} \Omega +(2\,\mathrm {k} \Omega \|(1\,\mathrm {k} \Omega +1\,\mathrm {k} \Omega ))=2\,\mathrm {k} \Omega }
Il circuito equivalente di Norton sarà costituito da un generatore di corrente di 3,75 mA in parallelo a una resistenza di 2 kΩ.